# Substraat (geologie)
Het substraat is in de geomorfologie (landschapskunde) de combinatie van het reliëf en het gesteente in de ondergrond.
Met het klimaat en de mens vormt het substraat de conditionele factoren in het landschap; ze hebben een grotere invloed op water, bodem en vegetatie dan andersom.